# Kees Lensing
Gideon „Kees“ Lensing (1. června 1978, Keetmanshoop) je bývalý namibijský ragbista, který hrál jako pilíř. Za Namibii odehrál 24 zápasů a položil jednu pětku (2002 - 2009). Zúčastnil se MS 2003. Byl kapitánem namibijské reprezentace od roku 2006 včetně MS 2007. V roce 2007 mu bylo nabídnuto hrát za Jihoafrickou republiku, ale kvůli dřívějšímu hraní za Namibii nemohl hrát za JAR.
V roce 2010 ukončil svou hráčskou kariéru kvůli zdravotním problémům. Od roku 2011 začal sbírat trenérské zkušenosti v Jihoafrické republice nebo v Japonsku. V sezóně 2018/19 byl trenérem útoku New Yorku. V roce 2020 do dubna 2021 byl hlavním trenérem týmu Seattle Seawolves. Také má Lensing svou akademii pro hráče první řady (pilíři a mlynář).

## Kariéra

### Klubová kariéra
- 1999 – 2001 Northern Free State Griffons
- 2002 – 2003 Eastern Province Elephants
- 2004 – 2005 Blue Bulls
- 2005 – 2006 Leeds Tykes
- 2006 – 2007 Sharks
- 2008 – 2010 Castres Olympique